# UTC-7

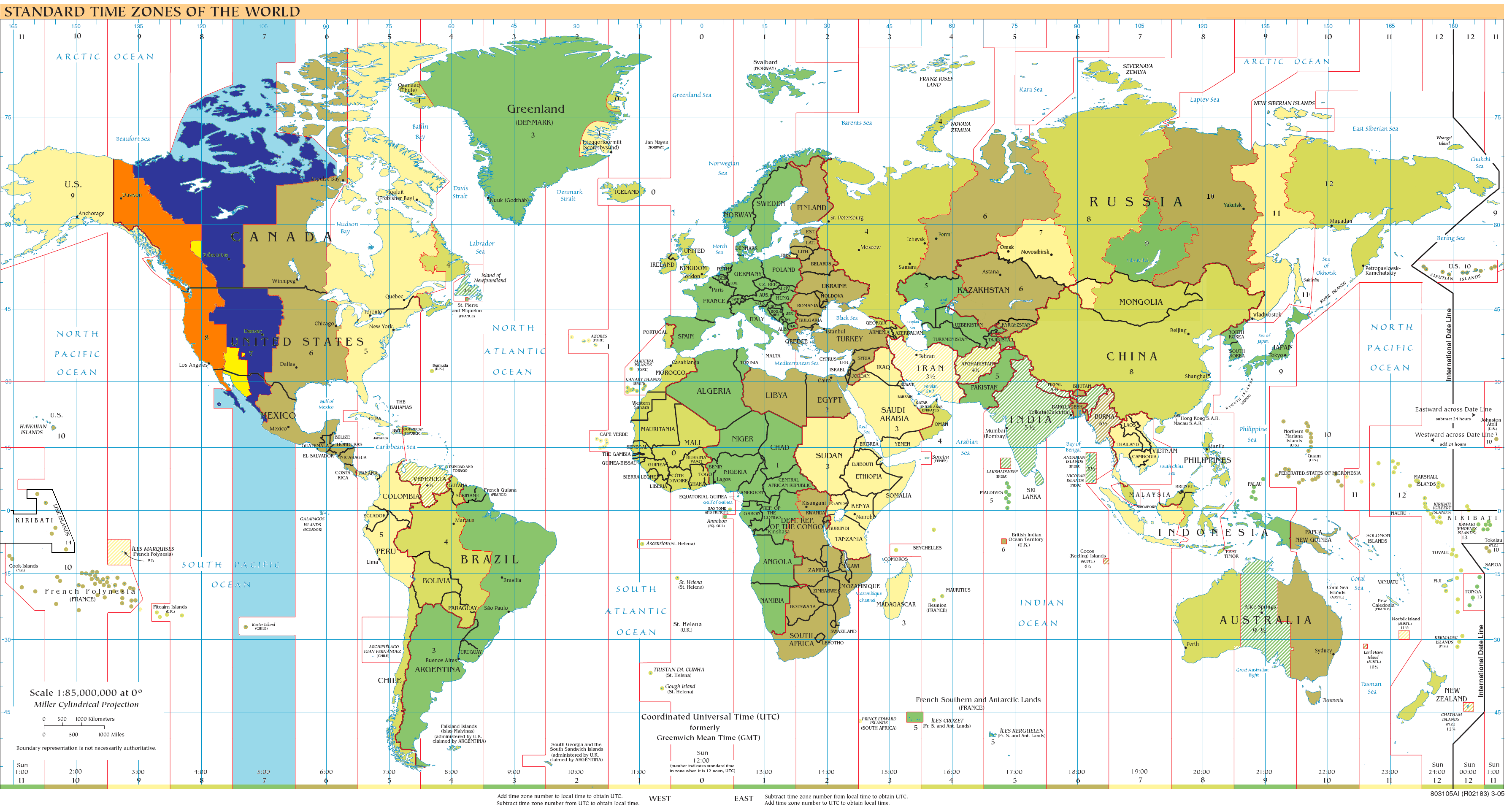
UTC-7: 藍-12月前後に適用、橙-6月前後に適用、濃黄-通年適用、水色-海域

UTC-7とは、協定世界時を7時間遅らせた標準時である。

## 該当地域

### 標準時（通年）
- 山岳部標準時 - MST
  -  アメリカ合衆国
    - アリゾナ州（ナバホ・ネイションを除く）

  -  カナダ
    - ブリティッシュコロンビア州
      - クレストン（英語版）
      - ピースリバー地域
      - フォート・セント・ジョン（英語版）

  -  メキシコ
    - ソノラ州
    - レビジャヒヘド諸島（クラリオン島（英語版）を除く）

### 標準時（北半球冬）
- 山岳部標準時 - MST
  -  アメリカ合衆国
    - 各地域（アリゾナ州の大部分を除く）

  -  カナダ
    - アルバータ州
    - サスカチュワン州のうちロイドミンスター周辺
    - ヌナブト準州のうち、西経102度線以西およびキティクメオト地域
    - ノースウエスト準州（タングステン（英語版）を除く）
    - ブリティッシュコロンビア州のうち南東のごく一部

  -  メキシコ
    - シナロア州
    - チワワ州
    - ナヤリット州（バイーア・デ・バンデラス（英語版）を除く）
    - バハ・カリフォルニア・スル州

### 夏時間（北半球）
- 太平洋夏時間 - PDT
  -  アメリカ合衆国
    - 太平洋標準時採用地域

  -  カナダ
    - ブリティッシュコロンビア州の大部分
    - ユーコン準州（通年使用）

  -  メキシコ
    - バハ・カリフォルニア州

## 歴史
メキシコのチワワ州は1998年より UTC-6（冬期）から UTC-7（冬期）に変更した。カナダのユーコン準州は2020年3月8日より太平洋夏時間の通年使用に移行した。